# Nematocampa filamentaria
Nematocampa filamentaria là một loài bướm đêm trong họ Geometridae.